# Grande Boicote Americano

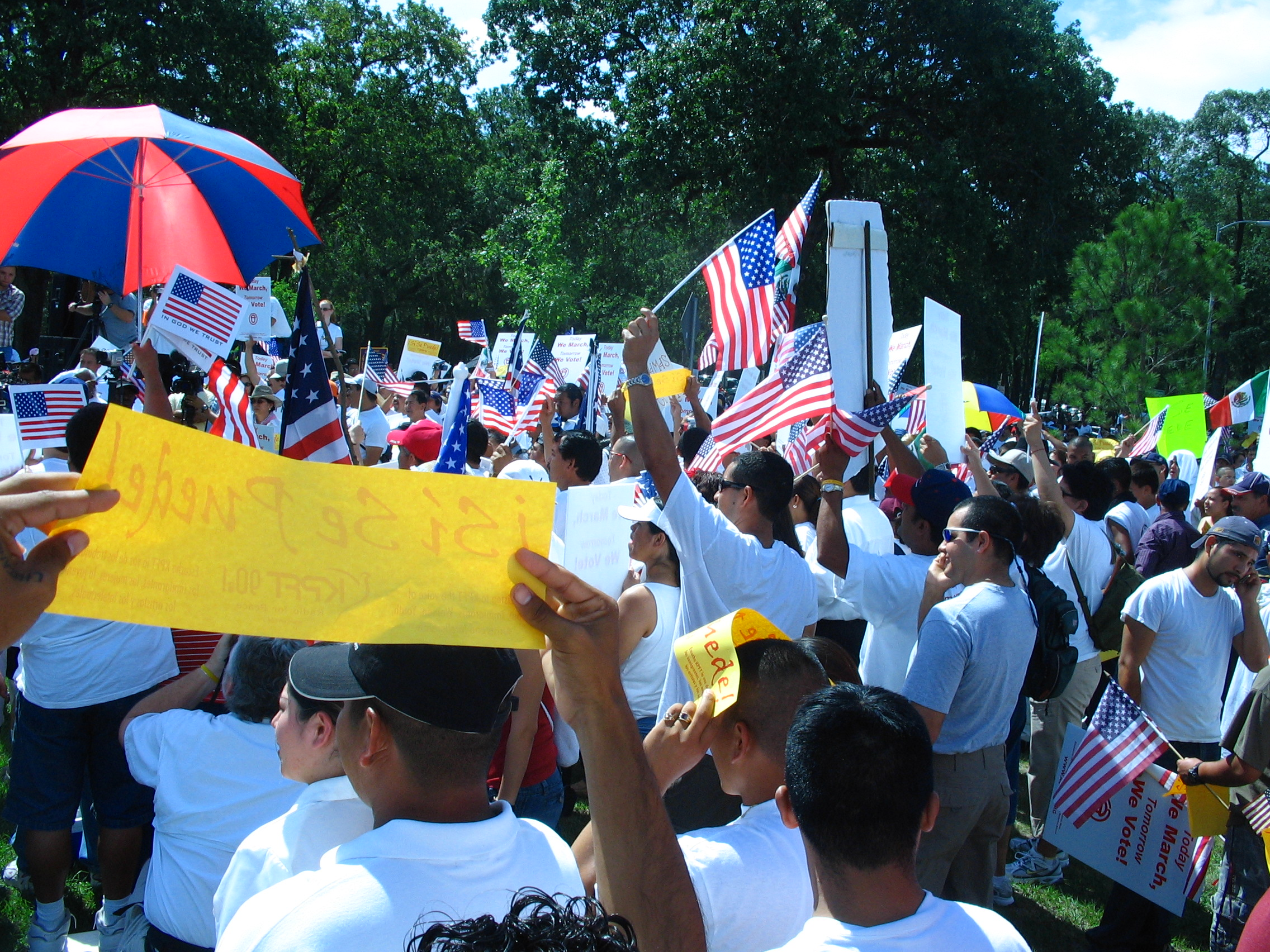

O Grande Boicote Americano (em inglês: Great American Boycott, em espanhol: El Gran Paro Americano) foi um grande boicote organizado em escala nacional nos Estados Unidos da América, no comércio e nas escolas, realizado em 1 de maio de 2006, como parte dos Protestos de Imigrantes nos Estados Unidos da América de 2006, cujos participantes são, primariamente, hispânicos.